# Takashimachō (metropolitana di Yokohama)
Takashimachō (高島町駅?, Takashimachō-eki) è una stazione della metropolitana di Yokohama che si trova nel quartiere di Nishi-ku a Yokohama, ed è servita dalla linea blu.
In passato, con lo stesso nome, era presente anche una stazione delle Ferrovie Nazionali Giapponesi, e una delle Ferrovie Tōkyū.

## Linee
Metropolitana di Yokohama
 Linea blu (linea 4)

## Struttura
La stazione è realizzata sottoterra, e possiede un marciapiede a isola centrale con due binari passanti protetti da porte di banchina a mezza altezza.
| 1 | Linea blu |  | per Yokohama e Shōnandai                 |
| 2 | Linea blu |  | per Shin-Yokohama, Center-Kita e Azamino |

## Stazioni adiacenti
| «         | Servizio  | »           |
| Linea Blu | Linea Blu | Linea Blu   |
| --------- | --------- | ----------- |
| Yokohama  | -         | Sakuragichō |